# Amphidesmus platypterus
Amphidesmus platypterus är en skalbaggsart som först beskrevs av John Obadiah Westwood 1842.  Amphidesmus platypterus ingår i släktet Amphidesmus och familjen långhorningar.
Artens utbredningsområde är:
- Gabon.
- Rwanda.

Inga underarter finns listade i Catalogue of Life.